# Auchenipterus ambyiacus
Auchenipterus ambyiacus es una especie de pez de la familia Auchenipteridae en el orden de los Siluriformes.

## Morfología
• Los machos pueden llegar alcanzar los 24,4 cm de longitud total.

## Distribución geográfica
Se encuentran en Sudamérica: ríos costeros de Guayana y cuencas de los ríos Orinoco y  Amazonas.